# Gustav Kálnoky
Gustav Zikmund Albrecht hrabě Kálnoky z Kőröspataku (německy Gustav Sigmund Albrecht Graf Kálnoky von Kőröspatak; 28. prosince 1832 Letovice – 13. února 1898 Brodek u Prostějova) byl rakousko-uherský šlechtic z rodu Kálnokyů, diplomat a politik. Po krátké službě v armádě působil jako diplomat, byl vyslancem v Dánsku (1874–1879) a velvyslancem v Rusku (1880–1881). V letech 1881–1895 zastával úřad ministra zahraničí Rakouska-Uherska.

## Biografie
Pocházel z rodiny sedmihradské šlechty Kálnokyů, která se později rozdělila na sedmihradskou a moravskou linii. Náležel do moravské větve, jež sídlila na panství v Letovicích. Narodil se na zámku v Letovicích jako třetí syn hraběte Gustava Josefa Kálnokyho (1799–1884) a jeho manželky Isabely, rozené hraběnky Schrattenbachové (1809–1875). Po ukončení studií nastoupil Gustav Kálnoky k 2. husarskému regimentu. Z aktivní služby vystoupil roku 1854 v hodnosti nadporučíka a působil pak v diplomatických službách. Nejprve byl činný atašé na rakouském vyslanectví v Mnichově, od roku 1857 v Berlíně a od roku 1860 byl legačním radou v Londýně, kde setrval po deset let. Následně působil na diplomatickém postu v Římě. Roku 1874 se stal rakousko-uherským vyslancem v Kodani a roku 1880 byl jmenován velvyslancem u ruského dvora v Petrohradě.

### Rakousko-uherský ministr zahraničí

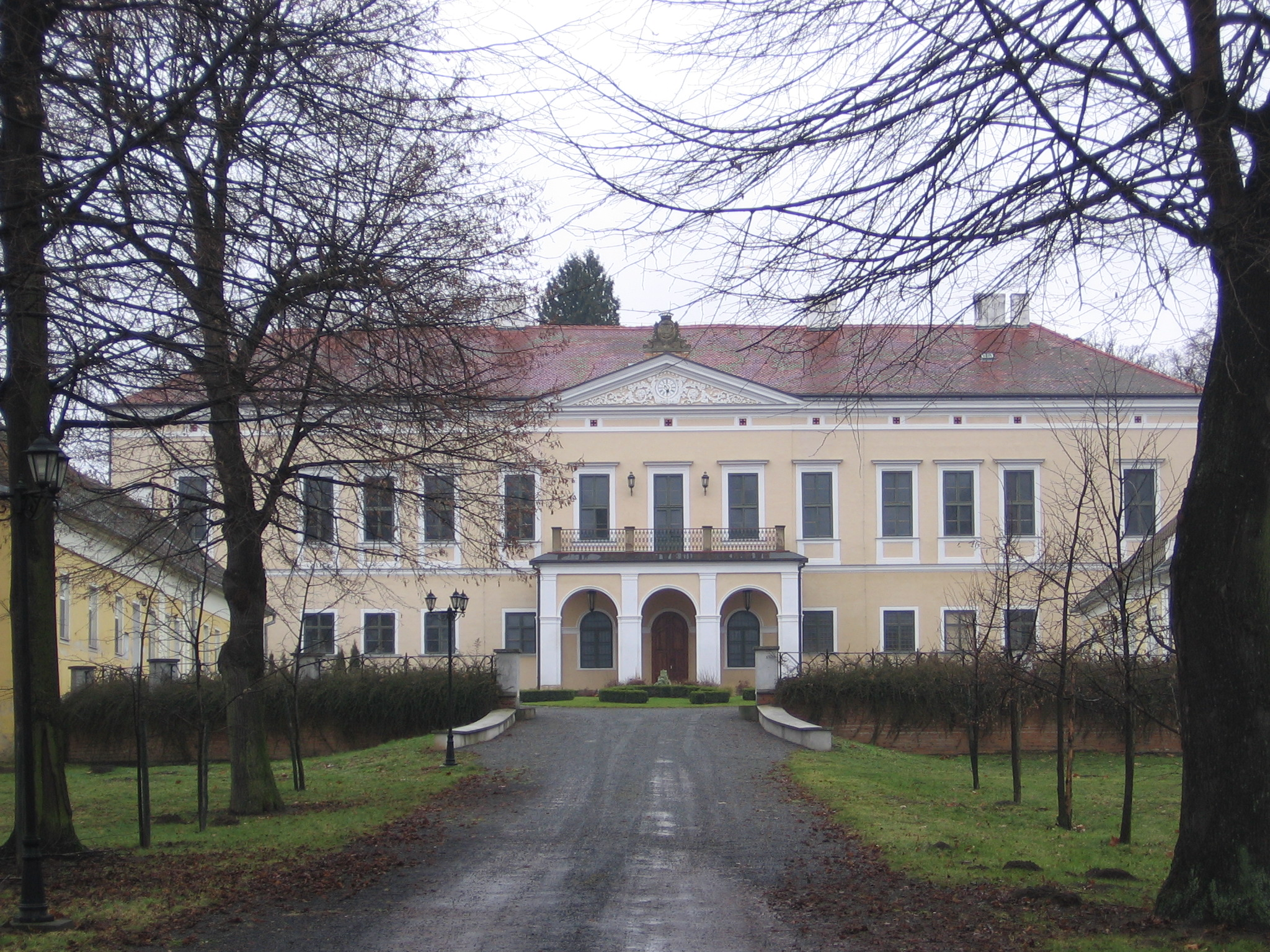
Zámek Brodek, majetek Gustava Kálnokyho od roku 1880

Od 20. listopadu 1881 do 15. května 1895 zastával post ministra zahraničí Rakouska-Uherska (jedno ze tří společných ministerstev Rakouska-Uherska, zřízených po rakousko-uherském vyrovnání) a z titulu této funkce byl i formálním ministerským předsedou Rakouska-Uherska. Historik Otto Urban ovšem uvádí, že na rozdíl od Gyuly Andrássyho, který měl coby ministr v 70. letech 19. století i faktický zásadní vliv na politiku monarchie, byl Gustav Kálnoky stejně jako předešlý ministr Heinrich Karl von Haymerle převážně aktivní jen jako šéf diplomacie a do vnitřních otázek státu zejména v 80. letech 19. století nezasahoval. Pokračoval v politice Heinricha Karla von Haymerleho udržení aliance Německa, Rakouska-Uherska a Ruska (spolek tří císařů). Dařilo se mu rovněž udržovat status quo na Balkáně ve formě nezávislosti tamních menších států a posiloval vztahy s nově vzniklými státy (Rumunsko, Bulharsko a Srbsko. Roku 1882 byl také utvořen trojspolek Německa, Rakouska-Uherska a Itálie, čímž získala podunajská monarchie výrazné mezinárodněpolitické ukotvení. Ve funkci ministra skončil poté, co se dostal do konfliktu s uherským předsedou vlády Dezső Bánffym ohledně papežského nuncia Antonia Agliardiho.
Po demisi se Kálnoky stáhl do ústraní na svůj zámek v Brodku u Prostějova. Také po svém odchodu z ministerstva zahraničí se nadále zajímal o politické dění v Rakousku-Uhersku a Evropě. Své poslední dny strávil na zámku v Brodku u Prostějova, kde 13. února 1898 náhle zemřel. Následně byl 17. února 1898 pohřben do rodinné hrobky pod klášterním kostelem Milosrdných bratří v Letovicích.

## Tituly a ocenění
V roce 1862 byl jmenován c. k. komořím a jako velvyslanec v Rusku obdržel titul c. k. tajného rady s nárokem na oslovení Excelence (1880). I když od roku 1854 prakticky nesloužil v armádě, jako vysoce postavený diplomat později z kurtoazních důvodů postupoval v hodnostech. V roce 1879 byl povýšen na generálmajora, jako ministr zahraničí obdržel hodnost polního podmaršála (1884) a nakonec k datu 1. listopadu 1891 dosáhl hodnosti generála jezdectva. V roce 1887 obdržel prestižní Řád zlatého rouna,, byl také čestným rytířem Maltézského řádu. Vzhledem k dlouholeté diplomatické službě obdržel také řadu vyznamenání v zahraničí.

### Řády a vyznamenání
- velkokříž Královského uherského řádu svatého Štěpána (Rakousko-Uhersko)
- velkokříž Leopoldova řádu (Rakousko-Uhersko)
- rytíř Řádu černé orlice s brilianty (Německo)
- rytířský kříž Řádu svatého Ondřeje (Rusko)
- Řád svaté Anny I. třídy s brilianty (Rusko)
- Řád zvěstování (Itálie)
- Řád Osmanie I. třídy s brilianty (Turecko)
- Řád slona (Dánsko)
- komandér Danebrožského řádu (Dánsko)
- velkokříž Řádu Leopolda (Belgie)
- Řád rumunské hvězdy (Rumunsko)
- Řád věže a meče (Portugalsko)
- velkokříž Řádu württemberské koruny (Württembersko)
- Vévodský sasko-ernestinský domácí řád (Sasko)
- Řád Takova (Srbsko)
- Řád bílého orla (Srbsko)
- Řád knížete Danila I. (Černá Hora)
- velkokříž Řádu Guelfů (Hannoversko)
- Řád svatého Huberta (Bavorsko)
- Řád zähringenského lva (Bádensko)
- Řád lva a slunce I. třídy (Persie)
- velkodůstojník Řádu vycházejícího slunce (Japonsko)
- Řád bílého slona (Thajsko)
- Řád thajské koruny (Thajsko)
- Řád Serafínů (Švédsko)
- velkokříž Řádu Karla III. (Španělsko)
- Nasavský domácí řád zlatého lva (Lucembursko)

## Rodina
Gustav Kálnoky pocházel z početné rodiny, měl celkem třináct sourozenců, z nichž několik zemřelo v dětství. Starší bratr Alexandr (1830–1906) sloužil v armádě a dosáhl hodnosti generálmajora, především se ale věnoval správě rodového majetku na Moravě (Letovice). Další z bratrů Béla (1839–1880) se uplatnil v politice, byl poslancem říšské rady a moravského zemského sněmu. Matkou Isabellou Schrattenbachovou byl po její smrti společně s svým bratrem ustanoven univerzálním dědicem jejího majetku (Brodek u Prostějova). Nejmladším ze sourozenců byl Hugo (1844–1928), který také sloužil v armádě, vynikl jako jezdecký důstojník a nakonec dosáhl hodnosti generálmajora. Po úmrtí všech starších bezdětných bratrů nakonec převzal správu rodového majetku na Moravě, po sestře Marii Adéle, provdané Valdštejnové navíc v roce 1905 získal i majetek v Uhrách (Číčov[nepřesný odkaz]).